# Sergio Utleg
Sergio Lasam Utleg (ur. 11 września 1943 w Solana) – filipiński duchowny rzymskokatolicki, w latach 2011–2019 arcybiskup Tuguegarao.

## Życiorys
Święcenia kapłańskie przyjął 30 marca 1968 i został inkardynowany do archidiecezji Tuguegarao. Po święceniach i kilkuletnim stażu wikariuszowskim został proboszczem w Cordovie, zaś w 1987 objął probostwo w Alcali, gdzie pracował do nominacji biskupiej.
10 lutego 1997 papież Jan Paweł II mianował go biskupem koadiutorem diecezji Iligan. Sakry biskupiej udzielił mu 17 marca 1997 abp Gian Vincenzo Moreni. 26 lipca 1999 objął rządy w diecezji jako ordynariusz.
13 listopada 2006 otrzymał nominację na biskupa Laoag, zaś 15 czerwca 2011 został mianowany arcybiskupem metropolitą Tuguegarao.
18 października 2019 przeszedł na emeryturę.